# Demokratická strana čínských rolníků a dělníků
Demokratická strana čínských rolníků a dělníků (CPWDP; čínsky v českém přepisu Čung-kuo nung-kung min-ču tang, pchin-jinem Zhōngguó Nónggōng Mínzhǔ Dǎng, znaky zjednodušené 中国农工民主党, tradiční 中國農工民主黨) je jednou z osmi menších politických stran v Čínské lidové republice působících pod vedením Komunistické strany Číny. 
Ke konci roku 2022 měla Demokratická strana čínských rolníků a dělníků přibližně 192 000 členů, převážně kvalifikovaných odborníků pracujících v oblasti medicíny a zdravotnictví, sociálních služeb a ekologie. Ve Všečínském shromáždění lidových zástupců zvoleném roku 2023 má 60 poslanců (z 2977), v jeho stálém výboru 5 poslanců (ze 175). V Čínském lidovém politickém poradním shromáždění má 45 zástupců (z 544 křesel přidělených politickým stranám).
Předsedou ústředního výboru Demokratické strany čínských rolníků a dělníků je od roku 2022 Che Wej. 

## Historie
Předchůdcem Demokratické strany čínských rolníků a dělníků byl „Prozatímní akční výbor čínského Kuomintangu“ jehož jménem v listopadu 1927 vydali členové levého křídla Kuomintangu kolem Sung Čching-ling a Teng Jen-taa „Manifest revolučnímu lidu Číny a světa“. Kuomintangská levice se poté spojila s některými bývalými komunisty (Tchan Pching-šan) a v srpnu 1930 na konferenci v Šanghaji založili novou politickou stranu pod názvem  Prozatímní akční výbor čínského Kuomintangu. Doufali, že v politickém prostoru nalevo od Kuomintangu a napravo od komunistů vytvoří „třetí sílu“, levicovou a vlasteneckou. Koncem roku 1931 byl Teng Jen-ta kuomintangskými úřady zatčen a popraven, poté strana přešla do ilegality. V listopadu 1933 provedla kuomintangská 19. pochodová armáda státní převrat ve Fu-ťienu a ustavila tam „fuťienskou lidovou vládu“, do které se zapojili členové kterého se Prozatímní akční výbor čínského Kuomintangu. Nicméně pokus o samostatnou levicovou vládu selhal, když byl Fu-ťien během ledna 1934 dobyt kuomintangskými vojsky. V listopadu 1935 pak na další konferenci v Hongkongu byl Prozatímní akční výbor čínského Kuomintangu reorganizován v Akční výbor čínského národního osvobození, který kladl důraz na spojení všech čínských stran v boji proti Japoncům. Konference výboru v březnu 1938 v Chan-kchou přijala protijaponskou válečnou linii a politiku jako základ pro činnost celé strany a do čela strany zvolil Čang Po-ťüna.
V únoru 1947 se v Šanghaji konala čtvrtá všečínská konference, která změnila název strany na Demokratickou stranu čínských rolníků a dělníků, stran prosazovala demokratickou a socialistickou revoluci ve prospěch rolníků a dělníků a stavěla se v prvé řadě proti diktatuře Kuomintangu, na to kuomintangské úřady reagovaly represemi. Přesto se strana rozvíjela, v druhé polovině roku 1948 působila ve 153 okresech a městech v 9 provinciích, v Šanghaji měla 6000 členů, především dělníků a studentů, v řadě regionů byla převážně rolnickou stranou. V letech 1948–1949 v občanské válce zorganizovali straničtí aktivisté v Ťiang-si, Chu-nanu a Kuang-tungu několikatisícové a některých dalších provinciích několikasetčlenné partyzánské oddíly bojující společně s komunisty proti kuomintangským vojskům.
V září 1949 se zástupci strany (Pcheng Ce-min, Kuo Kuan-ťie, Li Š'-chao a další) zúčastnili jednání Čínského lidového politického poradního shromáždění a podíleli se na formulaci společného programu shromáždění pro Čínskou lidovou republiku. Od té doby zástupci Demokratické strany čínských rolníků a dělníků zastávali významné funkce v ústřední lidové vládě (Čang Po-ťün se stal ministrem dopravy), mají zastoupení v Čínském lidovém politickém poradním shromáždění i v parlamentu (Všečínském shromáždění lidových zástupců).
Začátkem 50. let proběhla přestavba strany v souladu s požadavky vládnoucích komunistů, ti omezili působení menších politických stran na městskou buržoazii a zakázali jim pracovat na venkově i mezi vojáky a v bezpečnostních složkách. Demokratická strana čínských rolníků a dělníků tak byla nucena předat „své“ dělníky a rolníky příslušným společenským organizacím (například dělníci přešli do odborů) v souvislosti s reorganizací tak v letech 1949–1950 strana působila již v 15 provinciích, ale počet členů strany klesl z cca 20 tisíc na 1685 osob i když se v následujících třech letech zdvojnásobil.
Během kampaně proti pravičákům roku 1958 byla řada členů strany (přes 1200 osob) vládnoucími komunisty zhodnocena jako pravičáci a vyřazena z politického života, z vedení strany musel odejít i její předseda Čang Po-ťün a činnost strany byla poté omezena. Během kulturní revoluce byla nucena přerušit činnost, po skončení revoluce počínaje rokem 1977 postupně obnovila své aktivity. Na sjezdu roku 1979, který završil obnovu stranické organizace, jeho delegáti reprezentovali 6 078 členů strany (s průměrným věkem 66 let), do roku 1983 členstvo strany vzrostlo na 13 770 osob (s průměrným věkem 54 let). Do roku 1988 vzniklo 29 stranických organizací na úrovni provincie, 163 na úrovni prefektur a okresů a 2 257 základních organizací s celkem 34 tisíci členů, jejichž průměrný věk klesl na 52 roků.

## Organizace a vedení
Nejvyšším orgánem Demokratické strana čínských rolníků a dělníků je celostátní sjezd, sjezd schvaluje stanovy strany, volí ústřední výbor a vyslechne zprávu o práci odstupujícího ústředního výboru. Ústřední výbor je nejvyšším orgánem strany mezi sjezdy, schází se každoročně a k běžnému řízení strany volí stálý výbor ústředního výboru, včetně jeho předsedy a místopředsedů. Celostátní sjezdy v Čínské lidové republice proběhly roku 1951 (ještě jako konference), roku 1958, pak po delší přestávce roku 1979, 1983, 1988, 1992 a poté pravidelně v pětiletých intervalech v letech 1997, 2002, 2007 atd.
Demokratická strana čínských rolníků a dělníků vydává časopis Čchien-ťin lun-tchan (Fórum pro pokrok) a deník Lékařství a zdravotní péče. 
Stranu tvoří především kvalifikovaní odborníci pracující ve zdravotnictví, sociálních službách, ochraně životního prostředí a souvisejících oborech vědy a techniky. Roku 2007 měla strana přes 99 000 členů, Roku 2008 109 tisíc členů, z toho 56 tisíc (tedy 51,4 %) žen, největší procento ze všech čínských politických stran (průměr osmi menších politických stran byl toho roku 42,7 % členek). Nicméně v 225členném ústředním výboru strany bylo pouze 20 % žen. Ke konci září 2012 byl celkový počet členů strany 125 600, z toho 59,0 % pracovalo v oblasti lékařství a zdravotnictví, ochrany životního prostředí a sociálních služeb, 18,8 % v oblasti literatury a vzdělávání, 7,1 % v oblasti vědy a techniky a 15,1 % v ostatních oblastech. K roku 2014 měla už 138 tisíc členů a ve vládních a soudních orgánech zastávalo vedoucí funkce na úrovni okresu nebo vyšší 866 členů strany. V prosinci 2022 měla strana kolem 192 000 členů.
V čele Demokratické strany čínských rolníků a dělníků a jejích předchůdců postupně stáli: generální sekretář ústředního sekretariátu Prozatímního akčního výboru čínského Kuomintangu (1930–1935), generální tajemník ústředního výboru Akčního výboru čínského národního osvobození (1935–1938), hlavní kontaktní osoba prozatímního ústředního výboru Akčního výboru čínského národního osvobození (1938–1947) a předseda ústředního výboru Demokratické strany čínských rolníků a dělníků (od 1947):
- Teng Jen-ta, srpen 1930 – srpen 1931;
- Chuang Čchi-siang, srpen 1931 – březen 1938;
- Čang Po-ťün, březen 1938 – duben 1958;
- Ťi Fang, duben 1958 – leden 1987;
- Čou Ku-čcheng, leden 1987 – listopad 1988;
- Lu Ťia-si, listopad 1988 – listopad 1997;
- Ťiang Čeng-chua, listopad 1997 – prosinec 2007;
- Sang Kuo-wej, prosinec 2007 – prosinec 2012;
- Čchen Ču, prosinec 2012 – prosinec 2022;
- Che Wej, od prosince 2022.